# 역사 (마숙)
《역사》(繹史)는 명말 청초의 학자 마숙의 편찬으로, 총 160권으로 중국 전설 시대부터 진 말기까지를 다룬 기사본말체 역사책이다.
《역사》는 본문에 도표, 서표를 종합한 사서이다. 본문은 태고, 삼대, 춘추, 전국 그리고 외록의 5개 부분으로 나뉜다. 제1부는 태고, 삼황오제로 ‘개벽원시’부터 ‘황제기’까지 다루었으며 총 10권이다. 제2부는 하, 상, 서주로 우 임금의 치수에서 주 왕실의 동천에 이르는 시기를 다루었으며 총 20권이다. 제3부는 춘추 십이공에 대한 서술로 노 은공의 섭위에서 춘추유사에 이르기까지 총 70권이다. 제4부는 전국 시대로 진의 삼경이 진을 삼분하는 것에서부터 중국을 통일한 시황제의 진 왕조가 멸망하기까지를 다루었으며 총 50권이다. 제5부는 외록(外錄)으로 천관(天官), 율목통고(律目通考), 월령(月令), 지지(地志), 명물(名物), 제도(制度) 등을 실었고 총 10권이다. 책 뒤에는 역대 왕조의 세계(世系)가 도표로 실려 있다. 
본서는 “탁월하고 독창적이라 스스로 한 일가의 체제를 이루었다”(卓然特创，自为一家之体)는 평가를 받았으며, 한국의 실학자 한치윤의 저술 《해동역사》의 편찬에 큰 영향을 미쳤다.